# Saavedra (Chili)
Pour les articles homonymes, voir Saavedra.
Saavedra est une commune du Chili et une agglomération portuaire de la Région d'Araucanie dans la Province de Cautín. Elle porte le nom du général Cornelio Saavedra qui fut chargé d'occuper la région d'Araucanie en 1860. Cette commune compte le plus fort pourcentage d'indiens Mapuches dans sa population (64%, selon le recensement de 2002). Elle forme le décor du film La frontera (1991), qui a remporté l'Ours d'argent à la 42e Berlinale.

## Démographie
Selon le recensement de 2002 de l’Institut national de la statistique, Saavedra s’étend sur 400,8 km2 et compte 14 034 habitants (7 259 hommes et 6 775 femmes). 2 679 habitants (19.1% de la population) vit en agglomération et 11 355 habitants (80.9%) à la campagne. La population a décru de 2,8% (398 individus) entre les recensements de 1992 et de 2002.

## Administration
La communauté urbaine de Saavedra est une subdivision administrative de 3e niveau du Chili, administrée par un conseil municipal, dirigé par un alcalde élu tous les quatre ans au suffrage direct. Pour la législature 2008-2012, l’alcalde en exercice est Ricardo Tripainao Calfulaf (PPD).
À la Chambre des députés, Saavedra, rattachée à la 51e circonscription (avec Carahue, Nueva Imperial, Teodoro Schmidt, Freire, Pitrufquén et Cholchol) est représentée par José Manuel Edwards (RN) et Joaquín Tuma (PDC). En tant que commune de la 15e circonscription sénatoriale (Araucanie-Méridionale), elle est représentée au Sénat par José Garcia Ruminot (RN) et Eugenio Tuma Zedan (PPD).

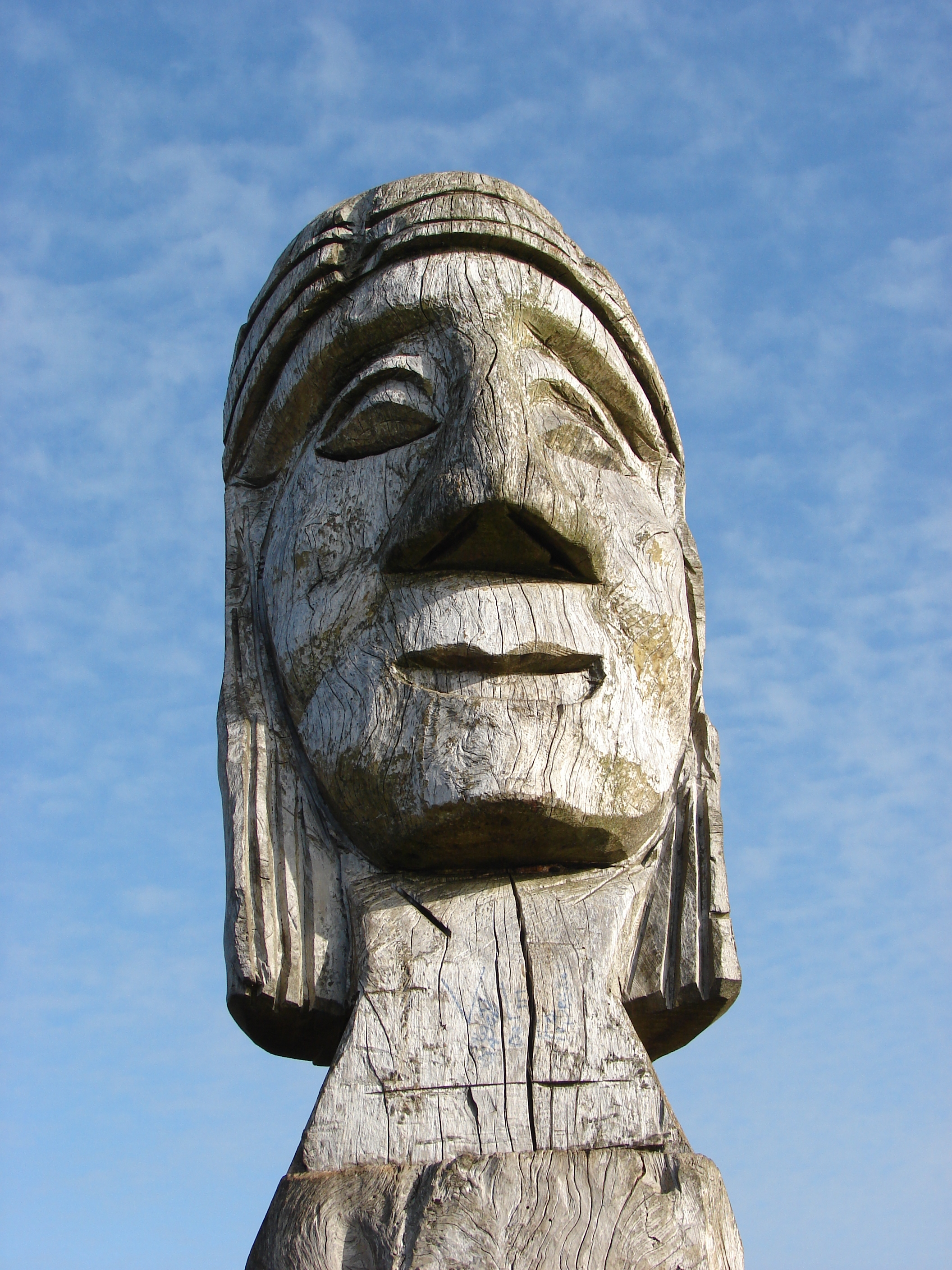
Totem au belvédère du Cerro Maule près de Port-Saavedra.

Position de Saavedra(en rouge) au sein de la Région d'Araucanie.